# Kaiserslautern (district)
Districtul Kaiserslautern este un district rural (în germană Landkreis) în landul Renania-Palatinat, Germania.
1. 1 2 3  GeoNames